# Juraj Šajmovič
Juraj Šajmovič (27. dubna 1932 Piešťany – 20. dubna 2013 Praha) byl kameraman, fotograf, malíř a spisovatel.

## Životopis
Juraj Šajmovič se narodil ve slovenských Piešťanech v rodině židovského právníka. V roce 1942 se s bratrem a rodiči uchýlil před sílící protižidovskou perzekucí do Maďarska a poslední půlrok před koncem války prožil s příbuznými v podzemním úkrytu na předměstí Piešťan, kde se, jak sám říkal, díky obkreslování poštovních známek naučil kreslit. Do roku 1950 navštěvoval gymnázium a poté přešel na Vyššiu školu umeleckého priemyslu v Bratislavě, kde vystudoval obor fotografie. Po maturitě absolvoval v letech 1954–1961 obor filmový a televizní obraz na pražské FAMU a od té doby v Praze žil. Svou fotografickou tvorbu prezentoval na mnoha skupinových i samostatných výstavách po celé České a Slovenské republice a několik jeho fotografií odkoupila například Slovenská národní galerie. V letech 1962–1972 byl kameramanem v Čs. armádním filmu, kde nejčastěji spolupracoval se svým spolužákem, režisérem Ivanem Balaďou, například na snímcích Metrum (1967) či celovečerním filmu Archa bláznů (1970). Od roku 1972 pracoval jako kameraman na volné noze a pokračoval převážně v práci televizní. Podílel se například na jedenáctidílném seriálu Sanitka (1984) či šestadvacetidílném seriálu Dobrodružství kriminalistiky (1989–93).
Polistopadové období mu přineslo kromě práce pro televizi (Uctivá poklona, pane Kohn, 1992–93; Legenda Emöke, 1997; Píseň o lítosti, 1998) i účast na řadě celovečerních filmů pro kina (Do nebíčka, 1997; Návrat ztraceného ráje, 1999; Zpráva o putování studentů Petra a Jakuba, 2000; Mach, Šebestová a kouzelné sluchátko, 2001). V roce 1995 byla jeho kamera ve filmu Golet v údolí oceněna prestižní cenou Český lev a v roce 2009 mu Asociace českých kameramanů udělila Cenu za celoživotní dílo. Posledních dvacet let svého života strávil Juraj Šajmovič především malbou obrazů, které několikrát vystavoval v České i Slovenské republice. Několik měsíců před svojí smrtí také dokončil paměti, které byly vydány pod názvem Raj nie je len na nebesiach a peklo nie je len pod zemou (2015). Zemřel 20. dubna 2013, týden před svými jedenaosmdesátými narozeninami, po krátké nemoci.

## Citát
| „                | Největší dílo člověka je stopa, kterou zanechá v lidech okolo sebe. | “ |
| — Juraj Šajmovič |                                                                     |   |